# بخش هوبو
بخش هوبو (به سوئدی: Håbo kommun) یک ناحیه شهری در سوئد است که در شهرستان اوپسالا واقع شده‌است.